# E45号線

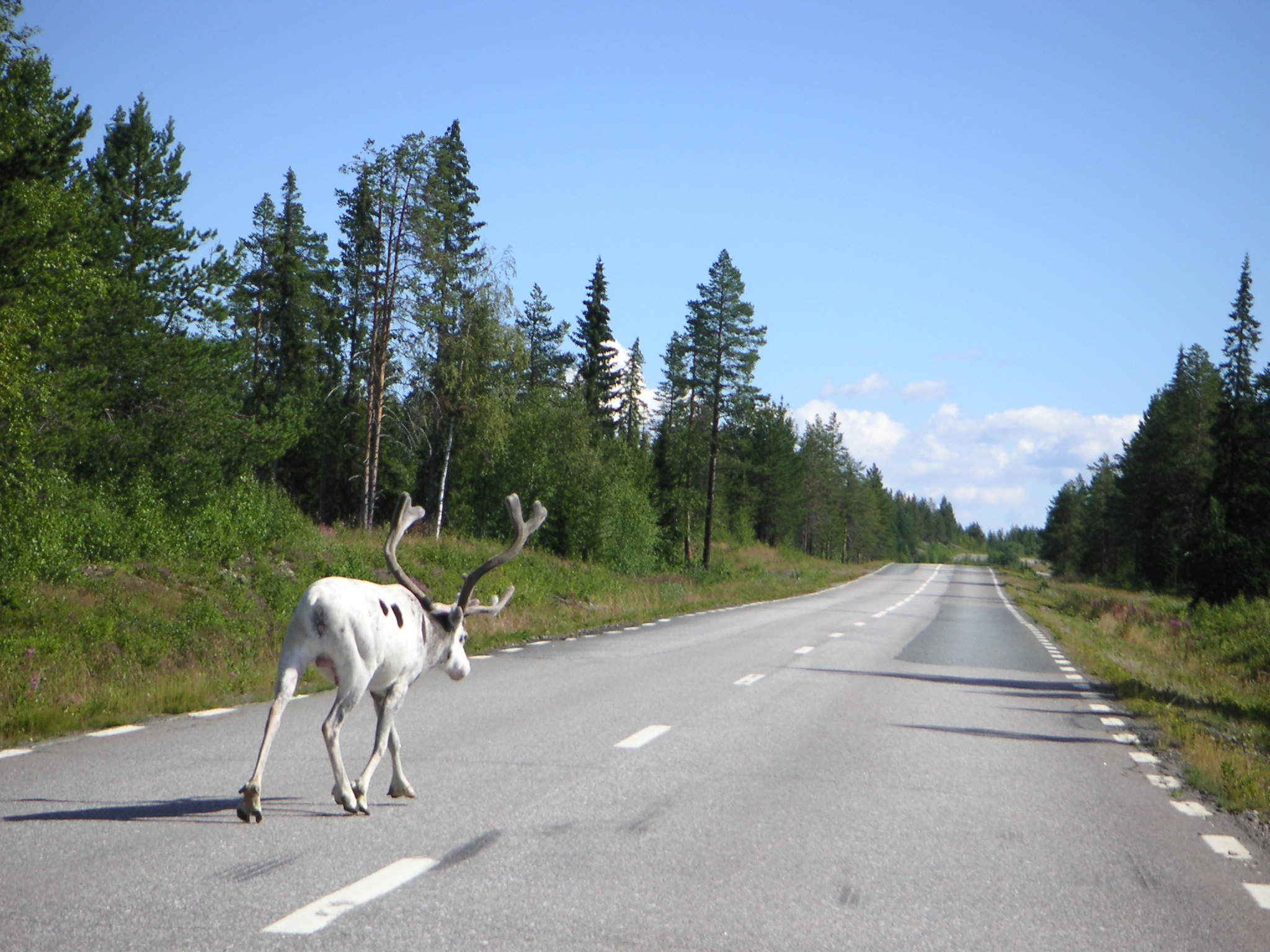
E 45 between Sorsele and Slagnäs in Lappland, Sweden. The speed limit here has been reduced to 100 km/hfrom 110 km/h since this picture was taken.

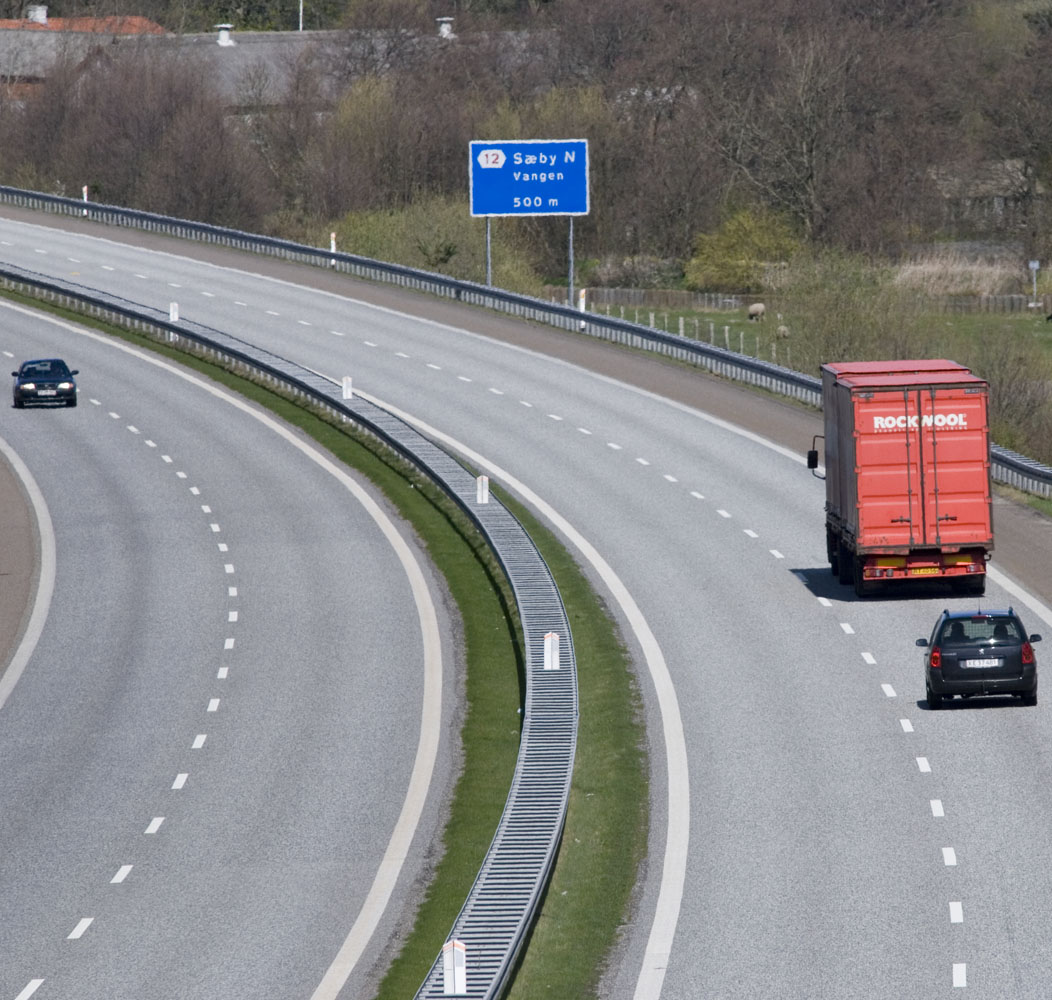
E45号線の欧州大陸で最北の出口、フレゼリクスハウンの南

E45号線（E45ごうせん）は欧州自動車道路のAクラス幹線道路。スウェーデンのカレスアンドからデンマーク、ドイツ、オーストリアを経由してイタリアのジェーラまでを結んでいる。総延長は4920km。南北方向の欧州自動車道としては最長である。
カレスアンド (スウェーデン) – ポリウス – ヨックモック - アルヴィツヤウル – エステルスンド – ムーラ – セフレ – オーモール – ヨーテボリ … フレゼリクスハウン (デンマーク) – オールボー – ラナース - オーフス – ヴァイレ – コリング – フレスリウ(Frøslev) – フレンスブルク (ドイツ) – ハンブルク – ハノーファー – ゲッティンゲン – カッセル – フルダ – ヴュルツブルク – ニュルンベルク – ミュンヘン – ローゼンハイム – ヴェルグル (オーストリア) – インスブルック – ブレンナー峠 – フォルテッツァ (イタリア) – ボルツァーノ – トレント – ヴェローナ – モデナ – ボローニャ – チェゼーナ – ペルージャ – フィアーノ・ロマーノ – ナポリ – サレルノ – シチニャーノ – コゼンツァ – ヴィッラ・サン・ジョヴァンニ … メッシーナ – カターニア – シラクサ – シラクサを経由する。

## 経路

### フィンランド
E45号線はフィンランドでは標識されておらず、公文書では始端としてスウェーデン・フィンランド国境の町のスウェーデン語名であるカレスアンドを利用しており、これは道路がスウェーデンから始まっていることを示している。スウェーデン政府は2005年にE45号線のデンマーク以北への延長を提案したが、フィンランド側の道路も含めることができたにもかかわらずフィンランド側道路は含まれていなかった。E8号線とE45号線の間には1kmの距離がありこの区間はフィンランドの959号線が走っている。

### スウェーデン
2006年11月、E45号線は既存のスウェーデン国道45号線を組み込むことで延長された。この国道はフィンランド・スウェーデン国境のカレスアンドからエステルスンド、ムーラ、グルームスを経由してヨーテボリまで伸びている。伸びた距離は1690kmで、スウェーデン国道45号線の標識は2007年夏にE45号線に取り替えられた。E45号線はスウェーデン独自の番号は持たないが、通称的に内陸道と呼ばれている。
スウェーデン国内のE45号線は多くが一般道である。カレスアンドからトースビー間の1370kmは道幅が6-8m程度で、過疎の森林地域を走っており、時折村がある程度で人口10000人以上の町はエステルスンドとムーラの2つである。
エステルスンド近郊ではE14号線も兼ねており、グルームスあたりから南に6kmほどはE18号線も兼ねる。セフレからトロルヘッタンの間は数箇所でミドルバリアのある2+1道路になっている。トロルヘッタンとヨーテボリの間の52kmの高速道路は2012年に完成した。速度制限はムーラ以北でおおむね100km/hで、ムーラ以南では90kmである。鉄道の踏み切りは26箇所である。
ヨーテボリ・フレゼリクスハウン間のフェリーはおおむね1日8本で2-3時間半かかる。

### デンマーク
デンマークではE45号線は速度制限が110km/hから130km/hの高速道路扱いで、フレゼリクスハウンからドイツ・デンマーク国境まで続いている。E45号線はデンマーク独自の番号は持たない。途中でE39号線とE20号線と交差する。
1992年にE3から改名され、2006年にスウェーデンに延長されるまではフレゼリクスハウンが北の終点であった。
デンマーク国内の合計延長は357kmである。

### ドイツ
- アウトバーン 7: (デンマーク) – ヴュルツブルク
- アウトバーン 3: ヴュルツブルク – ニュルンベルク
- アウトバーン 9: ニュルンベルク – ミュンヘン
- アウトバーン 99: ミュンヘン 環状道路
- アウトバーン 8: ミュンヘン – ローゼンハイム
- アウトバーン 93: ローゼンハイム – (オーストリア)

### オーストリア
- Inn Valley Autobahn A12: (ドイツ) - インスブルック
- Brenner Autobahn A13: インスブルック – ブレンナー峠(イタリア)

### イタリア

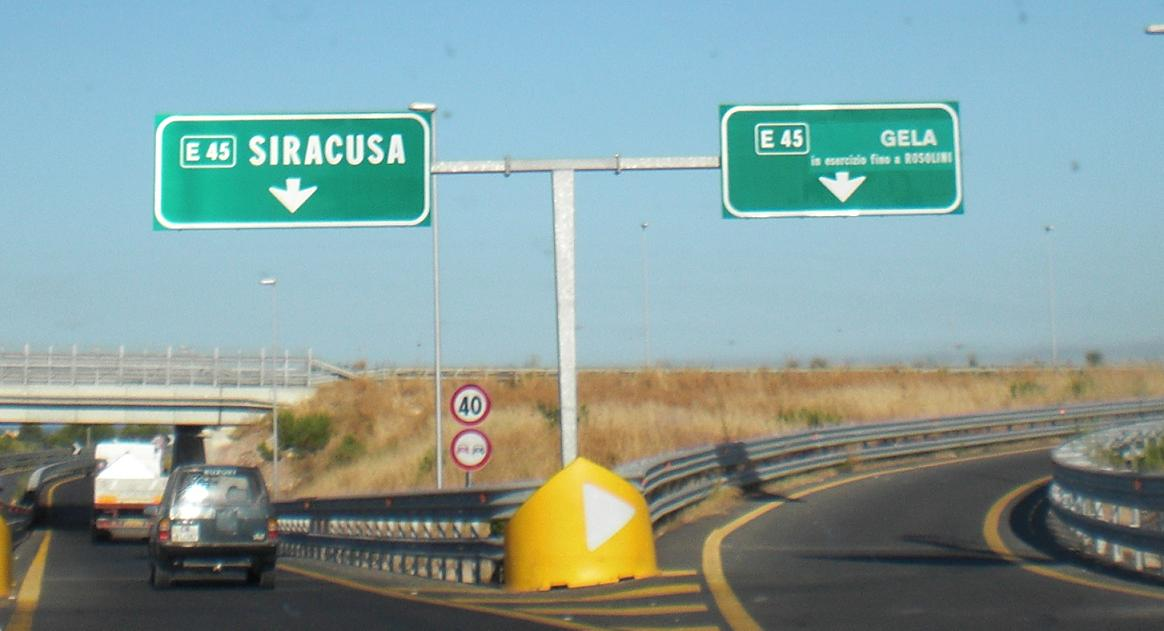
シチリア島でのE45号線の標識

- アウトストラーダ A22: (オーストリア)ブレンナー峠 - モデナ
- アウトストラーダ A1: モデナ - ボローニャ
- アウトストラーダ A14 : ボローニャ - チェゼーナ
- 国道3bis: チェゼーナ - テルニ
- 国道675号線Umbro-Laziale: テルニ - オルテ
- アウトストラーダ A1: オルテ - ナポリ
- アウトストラーダ A3: ナポリ - ヴィッラ・サン・ジョヴァンニ
- (海路、メッシーナ海峡) ヴィッラ・サン・ジョヴァンニ - メッシーナ
- アウトストラーダ A18: メッシーナ - カターニア
- アウトストラーダ RA15（英語版）: カターニアバイパス
- アウトストラーダ カターニア-シラクサ（英語版）: カターニア - アウグスタ
- 国道114号線Orientale Sicula: アウグスタ-シラクサ
- アウトストラーダ A18: シラクサ - ロゾリーニ
- 国道115号線Sud Occidentale Sicula: ロゾリーニ - ジェーラ

## 註
1. ↑  Vägverket "Nya hastighetsgränser på nationella vägar"
2. 1 2  United Nations Economic Commission for Europe, Inland Transport Committee (2005年7月19日). “Road Transport Infrastructure. European Agreement on Main International Traffic Arteries (AGR). Consideration of new proposals for amendments to Annex I to the AGR (TRANS/SC.1/2005/3)” (PDF).   United Nations Economic and Social Council. 2007年5月28日閲覧。
3. ↑  Karesuando och Karesuvanto... (Bilder) and SV: Skyltning efter vägarna !!